# Mieczysław Wojciechowski (inżynier)
Mieczysław Wojciechowski (ur. 28 grudnia 1894 w Krośnie) – polski działacz niepodległościowy, inżynier mechanik, porucznik piechoty rezerwy Wojska Polskiego.

## Życiorys
Urodził się 28 grudnia 1894 w Krośnie, ówczesnym mieście powiatowym Królestwa Galicji i Lodomerii, w rodzinie Aleksandra i Franciszki z Wojnarów.
W czasie I wojny światowej jako student Politechniki Lwowskiej wstąpił do Legionów Polskich. Walczył w szeregach 3 kompanii VI batalionu 1 pułku piechoty. Został ranny w nogę w bitwie pod Krzywopłotami. 2 stycznia 1915 był leczony w Szpitalu Garnizonowym nr 11 w Pradze. W 1915 w Kętach został superbitrowany i uznany za niezdolnego do służby.
22 września 1919 został przeniesiony z grupy generała Hallera do 17 pułku piechoty z odkomenderowaniem do polskiej komendy naftowej w Krośnie. 27 listopada tego roku został przeniesiony z 17 pp do Adiutantury Departamentu III Techniczno-Komunikacyjnego Ministerstwa Spraw Wojskowych w Warszawie. 21 grudnia 1920 został zatwierdzony z dniem 1 kwietnia 1920 w stopniu porucznika w piechocie, w grupie oficerów byłej armii austro-węgierskiej.
8 stycznia 1924 został zatwierdzony w stopniu porucznika ze starszeństwem z 1 czerwca 1919 i 2700. lokatą w korpusie oficerów rezerwy piechoty. Posiadał wówczas przydział w rezerwie do 64 pułku piechoty w Grudziądzu. 1 grudnia 1929 przeprowadził się z Lwowa do Poznania na ul. 27 Grudnia 19. W 1934, jako oficer rezerwy pozostawał w ewidencji Powiatowej Komendy Uzupełnień Poznań Miasto i posiadał przydział do 59 pułku piechoty w Inowrocławiu.
Był żonaty z Zofią ze Styszów (ur. 17 czerwca 1904 w Dobromilu).

## Ordery i odznaczenia
- Krzyż Niepodległości – 16 marca 1937 „za pracę w dziele odzyskania niepodległości”[16][4][17]
- Krzyż Walecznych – 12 czerwca 1923 „za czyny orężne w bojach byłego 1 pp Leg. i 2 pp Leg.”[18]